# Rasmus Alm
Rasmus Alm (Landskrona, 17 agosto 1995) è un calciatore svedese, centrocampista o attaccante del St. Louis City.

## Carriera
Nato a Landskrona, ha fatto parte dei settori giovanili di tre squadre della sua cittadina natale: Borstahusens BK, IK Wormo e Landskrona BoIS.
Proprio con il Landskrona BoIS, nel 2013 ha giocato le sue prime tre partite nella Superettan di quell'anno, campionato corrispondente al secondo livello del calcio svedese. L'anno successivo le sue presenze sono state 16 con un gol all'attivo, ma la squadra è retrocessa in terza serie. È rimasto in bianconero fino al termine del campionato 2017, concluso con la promozione in Superettan grazie al 1º posto in Division 1 Södra. Al termine del torneo, ha infatti scelto di non esercitare l'opzione che gli avrebbe permesso di rimanere al Landskrona.
In vista della stagione 2018 è approdato a parametro zero al Brommapojkarna, con cui ha firmato un contratto quadriennale. In rossonero ha potuto disputare il primo campionato di Allsvenskan – la massima serie svedese – della sua carriera. Nel corso della stagione tuttavia ha avuto poco spazio, tanto da giocare 7 partite (di cui solo una da titolare) sulle 30 giornate in calendario. A fine anno la squadra è retrocessa e Alm è stato ceduto.
Alm ha iniziato il campionato 2019 in Superettan, al Degerfors, sulla base di un accordo triennale. Fintanto che è rimasto in rosa, dalla 1ª alla 16ª giornata della Superettan 2019, ha sempre giocato titolare ad eccezione di una partita in cui era squalificato. Nelle 15 presenze messe a referto, ha realizzato 5 reti.
Nella seconda parte della stagione 2019 invece è stato acquistato a titolo definitivo dall'Elfsborg con un contratto di tre anni e mezzo, tornando così a calcare i campi dell'Allsvenskan. Nel corso dell'Allsvenskan 2020 ha totalizzato 9 reti e 5 assist in 30 presenze, mentre sia nel campionato 2021 che in quello 2022 ha realizzato 6 reti (rispettivamente in 24 e 26 partite).
Scaduto il suo contratto con i gialloneri, a partire dal gennaio 2023 Alm si è unito ufficialmente agli statunitensi del St. Louis City con un accordo valido fino al dicembre 2025 con opzione per un ulteriore anno.

## Palmarès

### Club

#### Competizioni nazionali
- Division 1: 1

Landskrona BoIS: 2017